# Angelika Aukenthaler
Angelika Aukenthaler (Vipiteno, 7 agosto 1961) è un'ex slittinista italiana.

## Biografia
Nata a Vipiteno, in Alto Adige, nel 1961, a 18 anni ha partecipato ai Giochi olimpici di Lake Placid 1980, nel singolo, arrivando 11ª in 2'40"651. Nello stesso anno ha preso parte agli Europei juniores di Hammarstrand, terminando 10ª nel singolo.